# Einstein@Home
Einstein@home – projekt przetwarzania rozproszonego działający na platformie BOINC powstały w 2005. Ma on za zadanie wyszukiwanie sygnałów pochodzących z pulsarów w danych pochodzących z Laserowego Interferencyjnego Obserwatorium Fal Grawitacyjnych LIGO w USA i z obserwatorium fal grawitacyjnych GEO600 w Niemczech. Ponieważ zakłada się, że niektóre z pulsarów nie są idealnie sferyczne, zgodnie z ogólną teorią względności, gwiazdy te powinny emitować charakterystyczne fale grawitacyjne, które LIGO i GEO600 mają wykryć w najbliższym czasie.
Projekt ten został uruchomiony w ramach Światowego Roku Fizyki (2005) jako próba rozwiązania problemu analizy ogromnych ilości danych w ramach przetwarzania rozproszonego. Do 2015 roku odkryto za pomocą projektu około 50 pulsarów.